# Ordem de Honra (Rússia)
A Ordem de Honra, (em russo:  орден Почёта), é uma ordem estatal criada por decreto do presidente da Federação Russa em 2 de março de 1994. A Ordem de Honra é concedida aos cidadãos destacados em realizações no governo, produção econômica, pesquisa científica, sócio-culturais, públicas e atividades beneficentes, que mostraram-se possíveis para as melhorias das condições de vida no país, por mérito na formação de pessoal, manutenção da legalidade e da lei, entre outros. Quando atribuída, usa-se no lado esquerdo do peito. Caso haja outras presentes, deve situar-se após as concedidas militarmente.

## Estatuto da ordem
A Ordem de Honra é concedida aos cidadãos da Federação Russa :
- por alcançar altos indicadores de produção e econômicos na indústria, construção, agricultura, comunicações, energia e transporte, associados ao uso predominante de tecnologias inovadoras no processo de produção, um aumento significativo no nível de desenvolvimento socioeconômico das regiões da Federação Russa;
- por serviços na modernização do sistema de saúde russo, visando melhorar significativamente a qualidade dos serviços médicos prestados à população, bem como o desenvolvimento e ampla implementação prática de métodos modernos e inovadores de diagnóstico e tratamento de doenças;  — esta cláusula deixou de ser eficaz em 19 de novembro de 2021 
- por realizações em atividades de pesquisa científica que proporcionaram à Rússia uma vantagem científica e tecnológica significativa em vários ramos da ciência e aumentaram o nível de produção nacional de produtos competitivos de alta tecnologia;
- por serviços na melhoria do sistema educacional russo, visando melhorar significativamente a qualidade da educação fornecida, o sistema de treinamento de especialistas para as necessidades de vários setores da economia russa e outras áreas de atividade, e aumentar o prestígio internacional das instituições educacionais russas ;
- pela contribuição significativa à preservação, popularização e desenvolvimento da cultura, arte, história e língua russas, associada à elevação do nível de desenvolvimento cultural e humanitário dos cidadãos e à educação patriótica da geração mais jovem;
- por atividades estatais, beneficentes e sociais particularmente frutíferas;
- pelos serviços de promoção, apoio e popularização do esporte infantil e juvenil, bem como do esporte de alto rendimento, que permitiram aumentar significativamente o nível de atividade física da população e garantir a liderança mundial da Rússia em determinados esportes;
- por outros serviços e distinções à Federação Russa .

A atribuição da Ordem de Honra é normalmente efetuada sob condição de que o cidadão da Federação Russa nomeado para a ordem tenha outras condecorações estatais da Federação Russa, incluindo uma das ordens da Federação Russa .
A Ordem de Honra pode ser concedida a organizações médicas militares por sua contribuição significativa ao desenvolvimento da assistência médica na Federação Russa, bem como pelo desenvolvimento e ampla implementação de métodos modernos e inovadores de diagnóstico e tratamento de doenças .
A Ordem de Honra pode ser concedida a organizações educacionais estaduais federais de ensino superior do sistema do Ministério de Assuntos Internos da Rússia e suas divisões estruturais separadas (filiais) por realizações significativas no treinamento de pessoal qualificado .
A Ordem de Honra também pode ser concedida a cidadãos estrangeiros por méritos especiais no desenvolvimento de relações bilaterais (multilaterais) com a Federação Russa nas esferas da economia, ciência, educação, saúde, cultura e outros méritos .
Procedimento de uso
- O distintivo da Ordem de Honra é usado no lado esquerdo do peito e, se houver outras ordens da Federação Russa, é colocado após o distintivo da Ordem “Por Mérito na Cultura e na Arte” [6].
- Para ocasiões especiais e possível uso diário, está previsto o uso de uma cópia em miniatura do distintivo da Ordem de Honra, que se encontra após a cópia em miniatura da Ordem do Mérito na Cultura e na Arte [6].
- Ao usar a fita da Ordem de Honra em uma barra de uniforme, ela é colocada após a fita da Ordem “Por Mérito na Cultura e na Arte” [6].
- Nas roupas civis, a fita da Ordem de Honra é usada em forma de roseta, que fica localizada no lado esquerdo do peito [7].

## Descrição da ordem
O distintivo da Ordem de Honra é feito de prata com esmalte. É uma cruz de oito pontas, no centro da qual há um medalhão redondo coberto com esmalte branco, com uma imagem tridimensional do Emblema Estatal da Federação Russa, cercado por uma coroa de louros. O diâmetro do crachá de pedido é de 42 mm. No verso do distintivo está o número do distintivo da ordem .
O distintivo da ordem é conectado por meio de um ilhó e um anel a um bloco pentagonal coberto com uma fita de seda moiré de cor azul com uma faixa longitudinal branca. A largura da fita é de 24 mm, e a da faixa branca é de 2,5 mm. A faixa branca está a 5 mm da borda direita da fita .
Uma cópia em miniatura do distintivo da Ordem de Honra é usada em um bloco. A distância entre as extremidades da cruz é de 15,4 mm, a altura do bloco do topo do canto inferior até o meio do lado superior é de 19,2 mm, o comprimento do lado superior é de 10 mm, o comprimento de cada um dos lados laterais é de 16 mm, o comprimento de cada um dos lados que formam o canto inferior é de 10 mm .
Ao usar a fita da Ordem de Honra no uniforme, é usada uma barra de 8 mm de altura e 24 mm de largura .

Uma imagem em miniatura do distintivo da Ordem, feita de metal e esmalte, é presa à fita da Ordem de Honra na forma de uma roseta. A distância entre as extremidades da cruz é de 13 mm. O diâmetro do soquete é de 15 mm .